# Oporto Open 1996
L'Oporto Open 1996 è stato un torneo di tennis giocato sulla terra rossa.
È stata la 2ª edizione dell'Oporto Open che fa parte della categoria World Series nell'ambito dell'ATP Tour 1996.
Si è giocato a Porto dal 10 al 16 giugno 1996.

## Campioni

### Singolare
Felix Mantilla ha battuto in finale  Hernán Gumy con il punteggio di 6–7 (7–5), 6–4, 6–3

### Doppio
Emanuel Couto /  Bernardo Mota hanno battuto in finale  Joshua Eagle /  Andrew Florent con il punteggio di 4–6, 6–4, 6–4